# Elektrificatie van spoorlijnen in Nederland

Elektrificatiekaart van Nederlandse spoorlijnen; stand 2025.

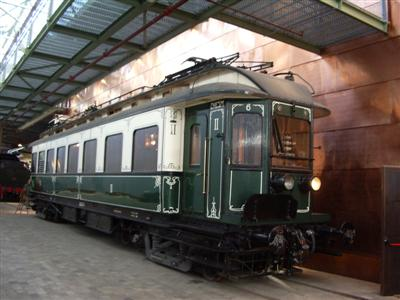
De oudste Nederlandse elektrische trein, ZHESM-motorrijtuig mBC 6, bouwjaar 1908.

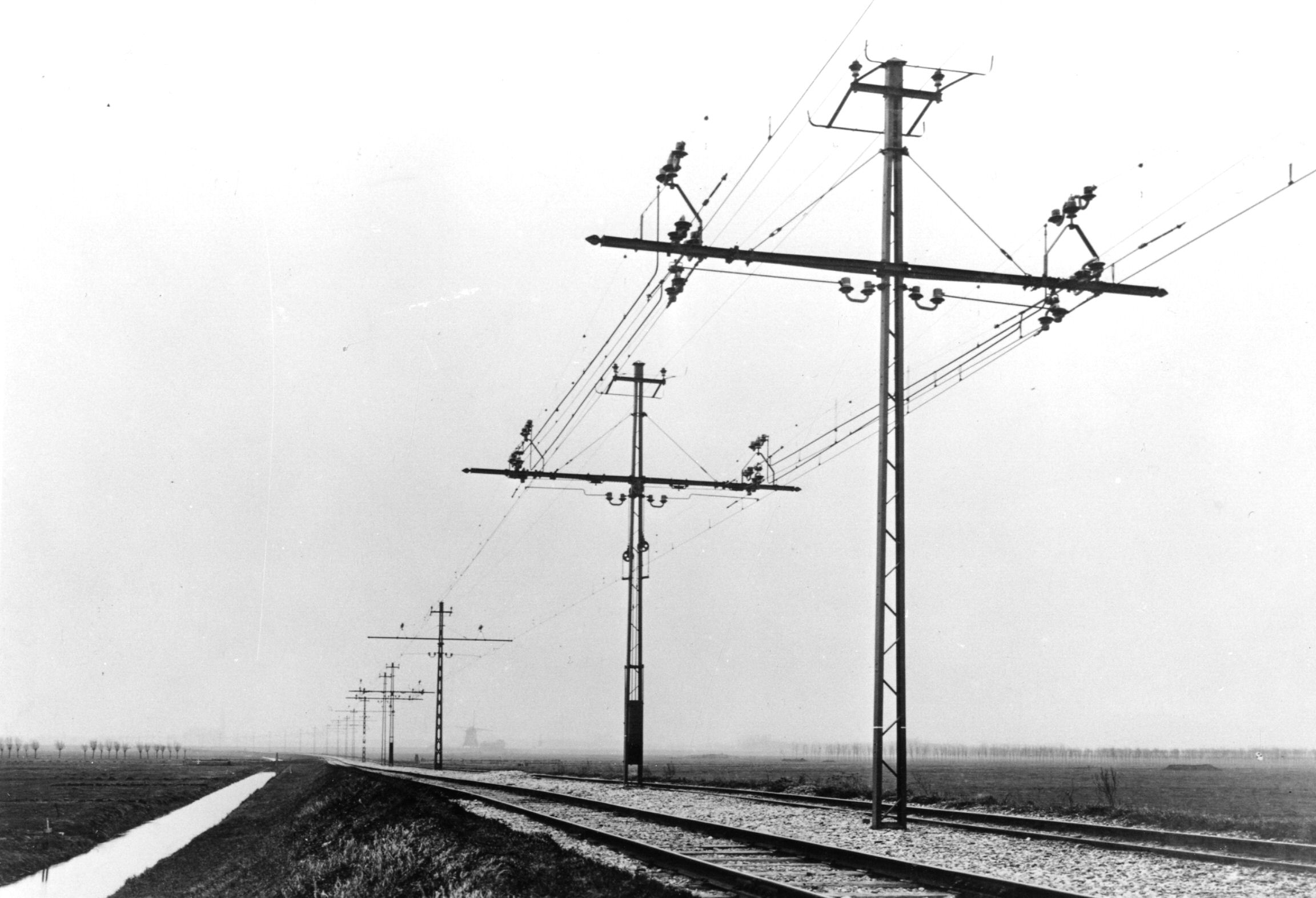
Spoorlijn tussen Nootdorp en Rotterdam Hofplein, met bovenleiding van de Z.H.E.S.M. voor 10.000 volt wisselspanning; 1938.

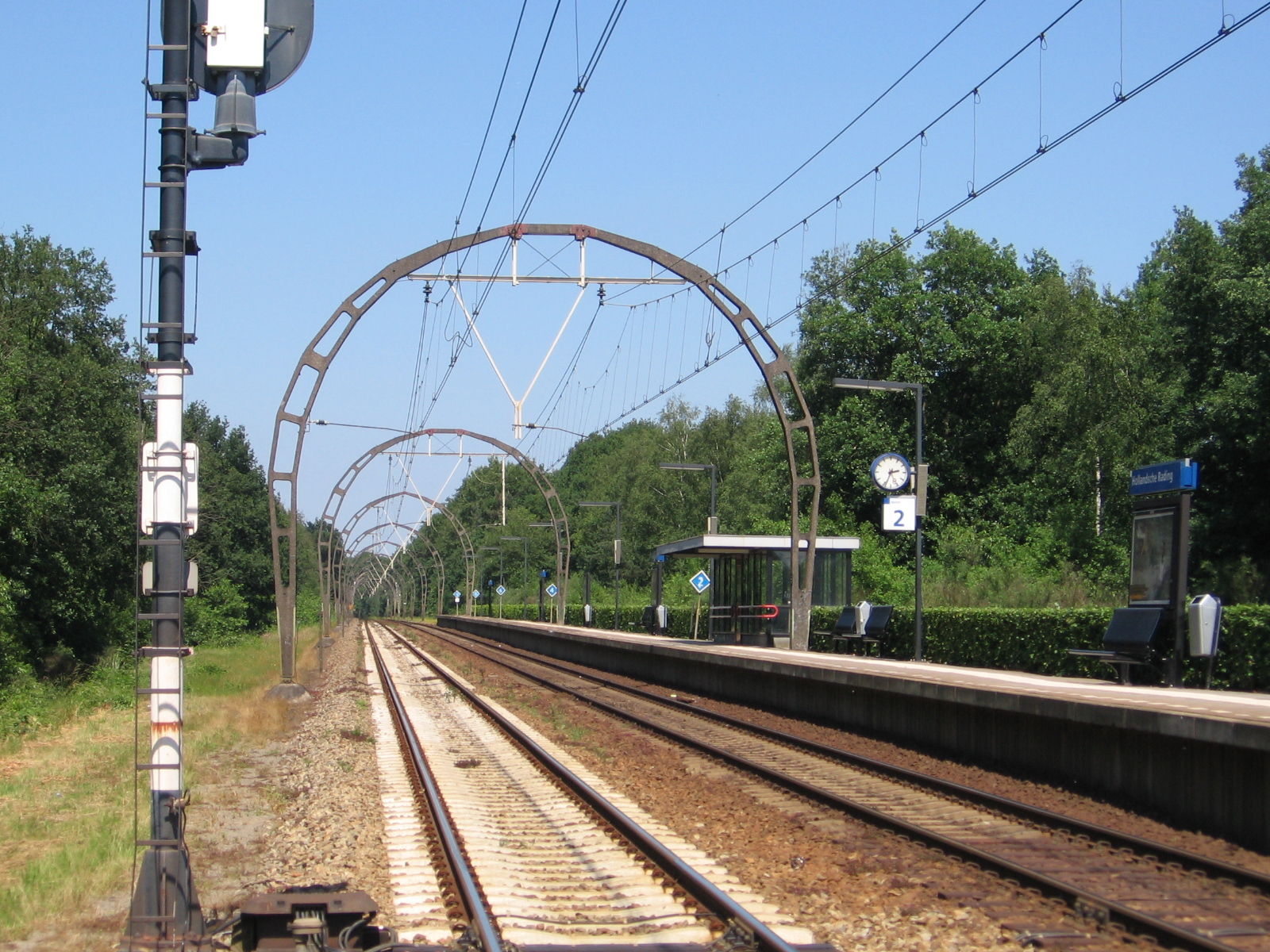
Bovenleiding bij de spoorlijn Hilversum - Lunetten. Wegens materiaalschaarste in 1942 uitgevoerd met betonnen bogen.

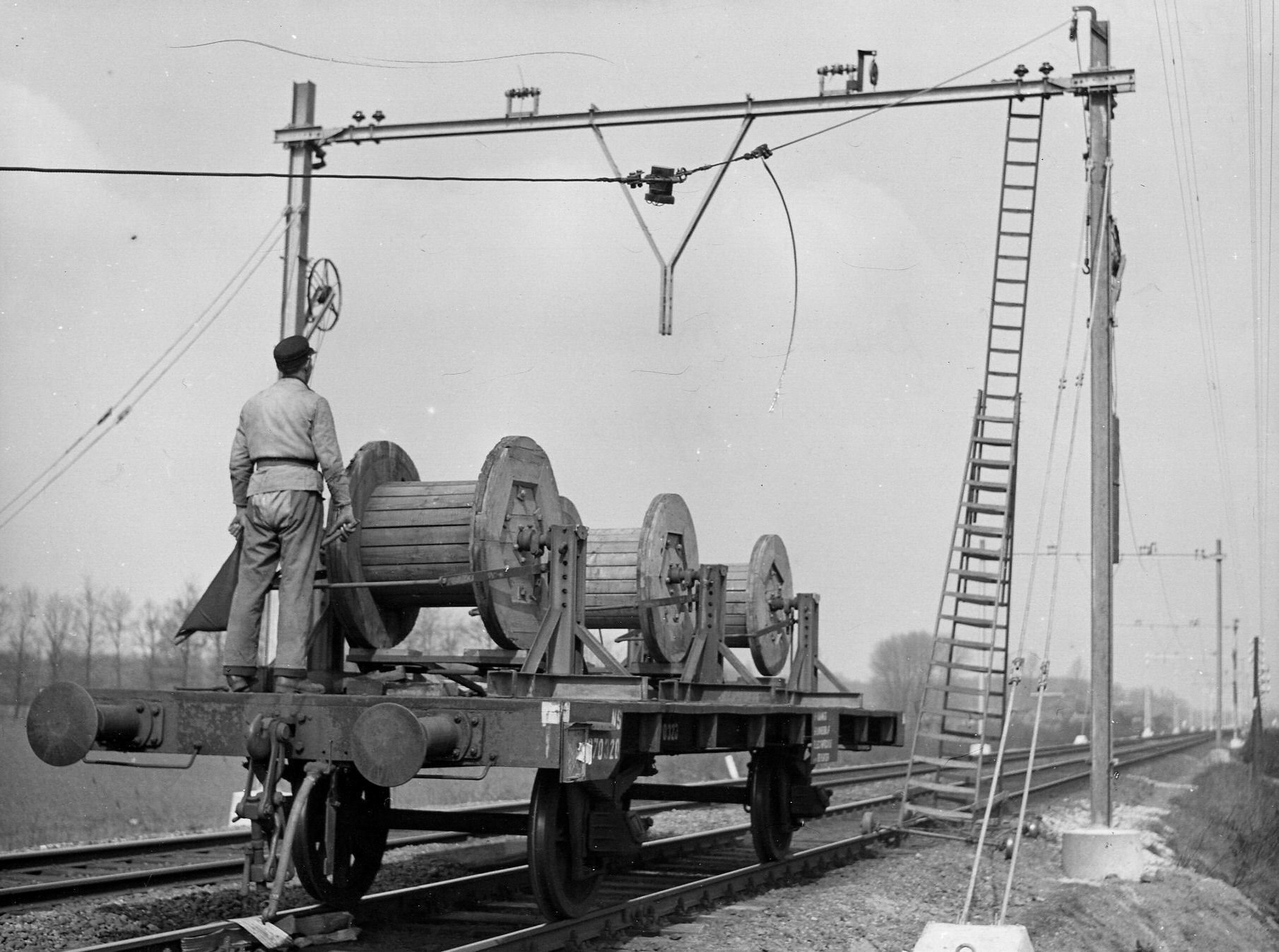
'Draadtrekken' voor de bovenleiding op de spoorlijn tussen Dieren en Brummen; 1952.

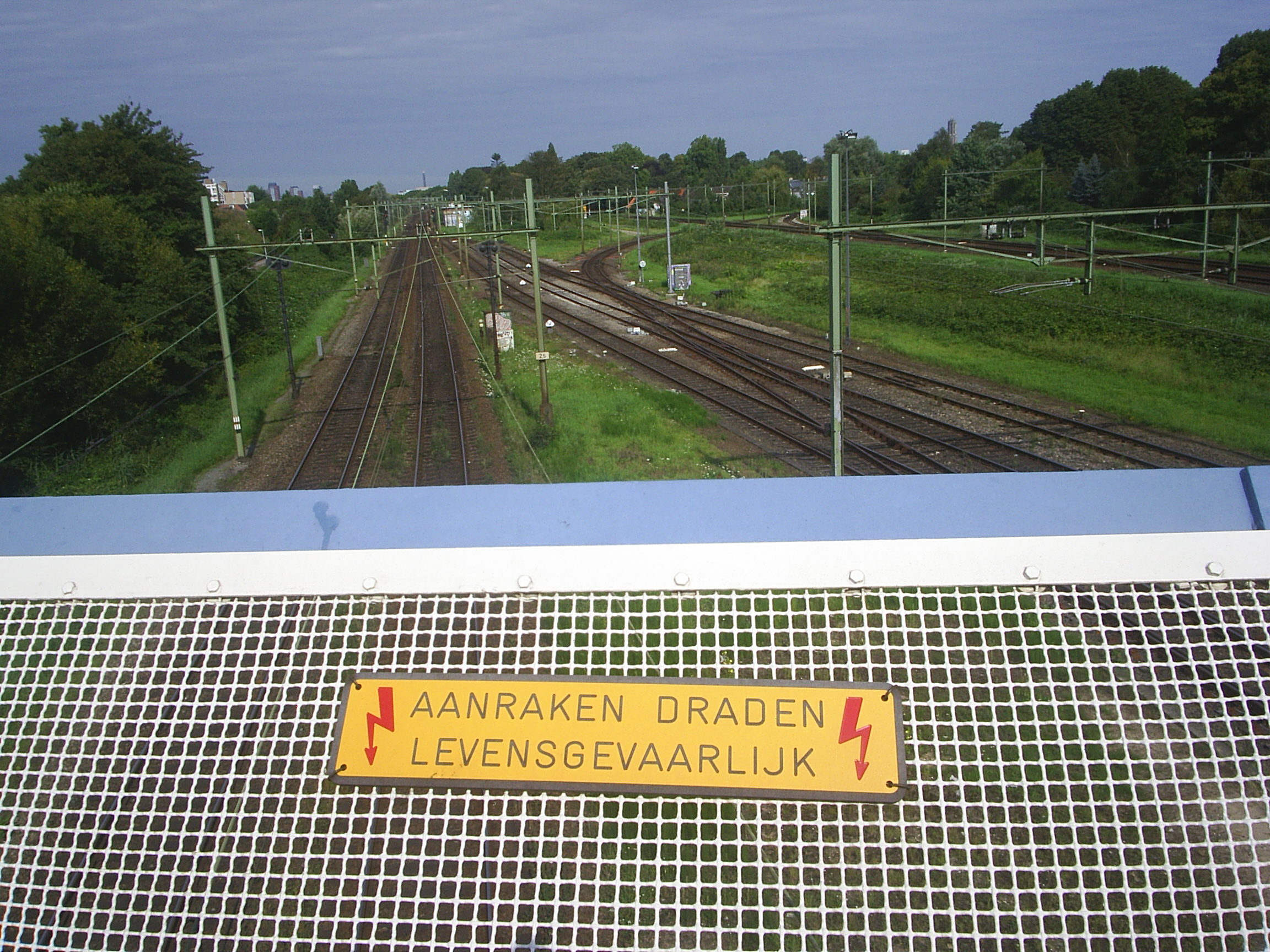
"Aanraken draden levensgevaarlijk"; nabij station Utrecht Lunetten.

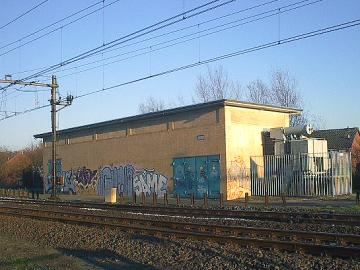
Onderstation te Wijhe.

De elektrificatie van spoorlijnen in Nederland begon in 1908 met de Hofpleinlijn (Rotterdam Hofplein – Scheveningen / Den Haag HS). Op 1 oktober 1908 reden hier de eerste elektrische treinen. Deze door de Zuid-Hollandsche Electrische Spoorweg-Maatschappij (ZHESM) aangelegde spoorlijn werd voorzien van 10 kV wisselstroom. Voor de energievoorziening had de ZHESM een eigen elektriciteitscentrale in Leidschendam. Economisch was de spoorlijn een succes. De exploitatiekosten bedroegen 27 cent per treinkilometer, tegen 42 cent op andere spoorlijnen (met stoomtractie).

## Aanleiding voor verdere elektrificatie
In het begin van de 20e eeuw waren de belangrijke spoorwegen volledig in handen van de twee spoorwegondernemingen, de Hollandsche IJzeren Spoorweg-Maatschappij (HSM) en de Maatschappij tot Exploitatie van Staatsspoorwegen (SS). Een aantal spoorlijnen (Amsterdam – Rotterdam, Amsterdam – Utrecht en Utrecht – Amersfoort) waren overbelast. De spoorwegbedrijven HSM en SS hadden er het geld niet voor over deze spoorlijnen viersporig te maken. In 1921 nam de overheid een meerderheidsbelang in de HSM en SS. Om de problemen op de drukke spoorlijnen aan te pakken, werden drie oplossingen aangedragen: spoorverdubbeling (kostbaar, en sloop in de binnensteden), langere treinen (goedkoper, maar treinen worden langzamer) of elektrificatie.

## Besluit tot elektrificatie
Uiteindelijk koos de overheid voor elektrificatie. Tegen de hoge kosten stonden veel voordelen. Elektrische treinen kunnen sneller accelereren en remmen dan stoomtreinen. Hierdoor kon de frequentie omhoog. Voor een elektrische trein is minder personeel en onderhoud nodig. Na de Eerste Wereldoorlog waren kolen schaars (en dus duur) geworden. Reeds in 1919 kwam een overheidscommissie met het advies de Oude Lijn te elektrificeren met 15 kV wisselspanning. Dit systeem werd al in Duitsland en Zwitserland gebruikt. Tegen dit systeem bestonden grote bezwaren: wisselstroommotoren waren groot en zwaar en aan slijtage onderhevig, zoals ook op de Hofpleinlijn bleek. Elders op de wereld was ook al ervaring opgedaan met een lagere spanning (600 tot 1200 volt) gelijkspanning. Bij dit systeem kunnen lichte en eenvoudige motoren worden gebruikt. Wel zijn zware bovenleidingen en een groot aantal onderstations nodig. Er waren al een aantal systemen in gebruik.
Een nieuwe commissie kreeg de opdracht alle mogelijkheden te bekijken.
- In Zuid-Engeland bestond een systeem met 660 volt gelijkspanning, gevoed met een derde rail.
- In Italië werd een (toen al) verouderd systeem met draaistroommotoren toegepast.
- In Duitsland en Zwitserland bestond het systeem met 15 kV wisselstroom.
- In de Verenigde Staten had de Chicago, Milwaukee, St. Paul & Pacific Railroad 1000 km spoorweg geëlektrificeerd met 3000 volt gelijkspanning.

Een systeem met een derde rail werd te onveilig geacht. Het Italiaanse systeem was verouderd en ingewikkeld. Uiteindelijk koos de overheid voor een systeem met een lage gelijkspanning. De nadelen van dit systeem (zware en dure bovenleiding, veel onderstations) werden door de betrekkelijk korte afstanden in Nederland niet onoverkomelijk geacht.
De keuze voor een lage spanning had te maken met de mogelijkheid om met geïsoleerde ladderwagens aan een ingeschakelde bovenleiding te werken. Bij een hogere spanning moet de bovenleiding eerst worden uitgeschakeld.
De nominale spanning is 1500 V, maar in de moderne tijd wordt wel een voedingsspanning van 1800 V gebruikt bij de onderstations. Bij de treinafname zakt de spanning wel tot 1500 V, zeker als er meer stroom wordt gebruikt.

## Start van de elektrificatie
Nadat de overheid in 1922 koos voor elektrificatie, ontstond het probleem van de stroomvoorziening. Op dat moment telde Nederland 111 (kleine) elektriciteitscentrales. Alleen in Amsterdam, Den Haag, Rotterdam en bij de Staatsmijnen bestonden moderne en grote centrales. De overheid besloot de provinciale centrale in Amsterdam en de gemeentelijke centrales in Den Haag en Rotterdam gezamenlijk de stroom aan de NS te laten leveren, tegen eenzelfde prijs. De centrale in Leidschendam werd in 1926 gesloten.
In 1927 werd de Oude lijn geëlektrificeerd. Dit was direct een doorslaand succes: de rijtijden gingen omlaag, de frequentie ging omhoog en er werd bespaard op personeel, onderhoud en energie. Na de elektrificatie van de Oude Lijn werd de Hofpleinlijn verbouwd tot 1500 volt gelijkspanning.
In de jaren dertig en veertig kwamen vervolgens diverse uitbreidingen van het elektrische net tot stand in het westen en midden van het land.

## Grootschalige uitbreiding elektrificatie
Na de Tweede Wereldoorlog werd een groot programma opgezet om alle belangrijke lijnen van het Nederlandse spoorwegnet onder de draad te brengen, ook naar het noorden, oosten en zuiden van het land. Hiermee werd tevens een groot deel van de schade en achterstallig onderhoud die het gevolg was van de oorlogsjaren hersteld. Voorts was dit een belangrijk aspect van de modernisering van de Nederlandse infrastructuur in de jaren vijftig.
In 1958, het jaar dat de grote elektrificatie werd afgesloten, reed ook de laatste stoomlocomotief. Nederland was hiermee het eerste land dat afscheid nam van de stoomtreinen. België volgde in 1966, Engeland in 1968, Frankrijk in 1973 en West-Duitsland in 1977. Op de overgebleven niet-geëlektrificeerde baanvakken, alleen nog secundaire en grensbaanvakken, reden dieseltreinen of in een eerder tijdperk stoomtreinen.
Tussen 1966 en 2018 is nog een aantal baanvakken geëlektrificeerd, zodat er nu nog slechts een beperkt aantal spoorlijnen zonder bovenleiding overgebleven is. Spoorlijnen die vanaf de jaren zeventig nieuw werden aangelegd werden al meteen geëlektrificeerd.
Uitzonderingen zijn de bestaande goederenlijn Zuidbroek – Veendam, die in mei 2011 (weer) in gebruik genomen is voor personenvervoer, als aftakking van een niet-geëlektrificeerde lijn, en de verlenging van bestaande niet-geëlektrificeerde spoorlijn tot Roodeschool naar de Eemshaven in 2018.
De meest recente elektrificaties zijn: in 2017 het Kamperlijntje (Zwolle – Kampen) en de lijn Zwolle – Wierden en in 2018 het baanvak Landgraaf – Herzogenrath.

### Vooroorlogse elektrificatie

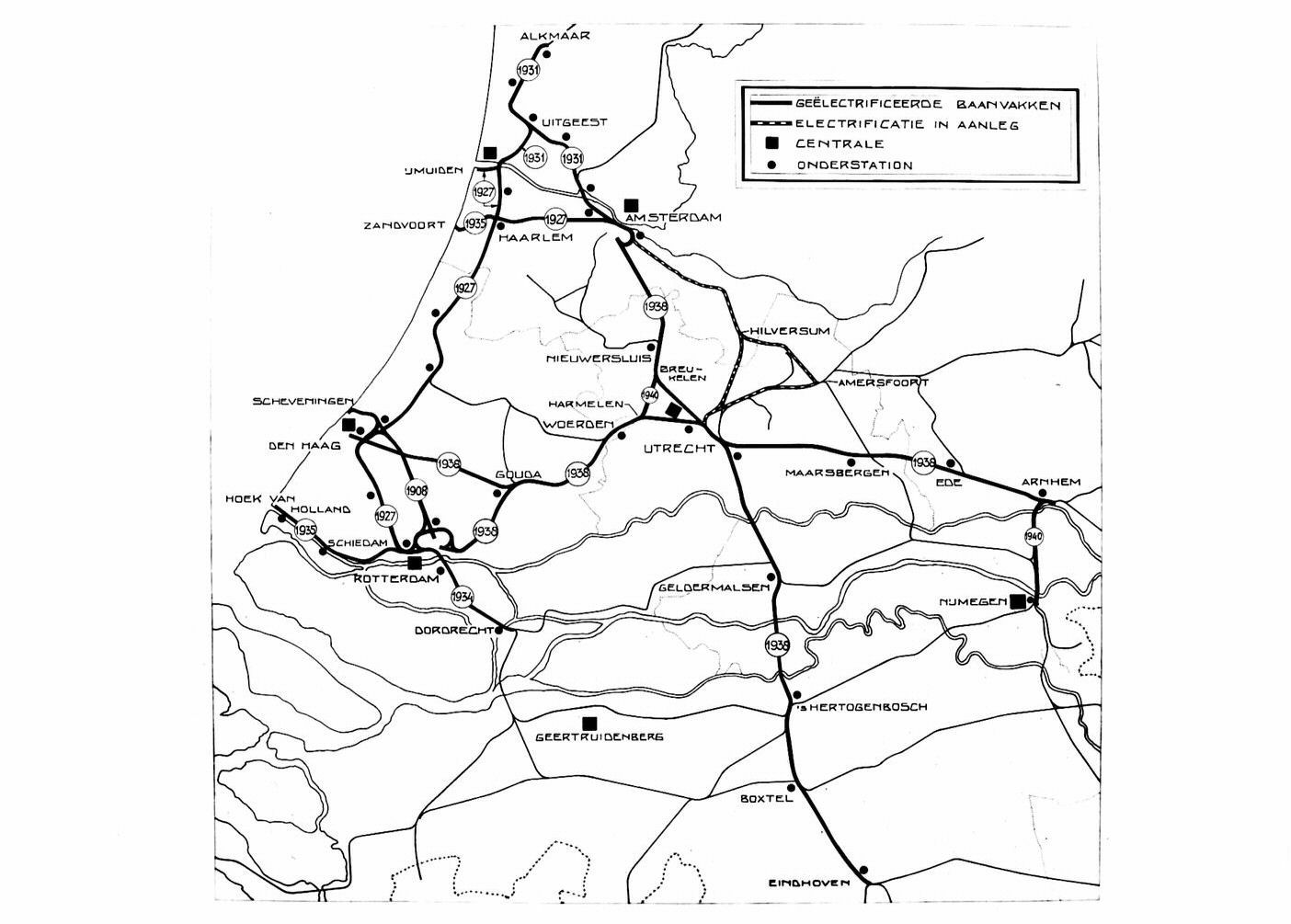
Kaart uit 1940 met de geëlektrificeerde baanvakken en in aanleg zijnde elektrificaties.

- 3 juni 1924 – Oude Lijn: Leiden – Den Haag HS (proefbaanvak)
- 4 april 1927 – Oude lijn: Rotterdam Delftsche Poort – Haarlem
- 15 mei 1927 – IJmondlijn: Haarlem – IJmuiden
- 1 juli 1927 – Oude lijn: Haarlem – Amsterdam CS
- 15 mei 1931 – Zaanlijn: Amsterdam CS – Zaandam – Uitgeest – Alkmaar
- 15 mei 1931 – Kennemerlijn: Velsen-IJmuiden Oost – Uitgeest
- 15 mei 1934 – Staatslijn I: Rotterdam DP – Dordrecht
- 15 mei 1935 – Hoekse Lijn: Schiedam – Hoek van Holland
- 6 oktober 1935 – Haarlem – Zandvoort
- 15 mei 1938 – Middennet: Amsterdam CS – Amsterdam Weesperpoort – Utrecht CS – 's-Hertogenbosch – Eindhoven, Rotterdam Maas – Gouda – Utrecht CS, Den Haag SS – Gouda, Utrecht CS – Arnhem
- 2 april 1940 – Arnhem – Nijmegen
- 2 april 1940 – Breukelen – Harmelen
- 4 mei 1942 – Utrecht CS – Amersfoort, Utrecht CS – Hilversum
- 3 juni 1946 – Gooilijn: Amsterdam CS – Hilversum – Amersfoort (voltooiing gepland voor 1943, wegens schaarste aan materialen vertraagd tot 1946)

### Grote naoorlogse elektrificatie

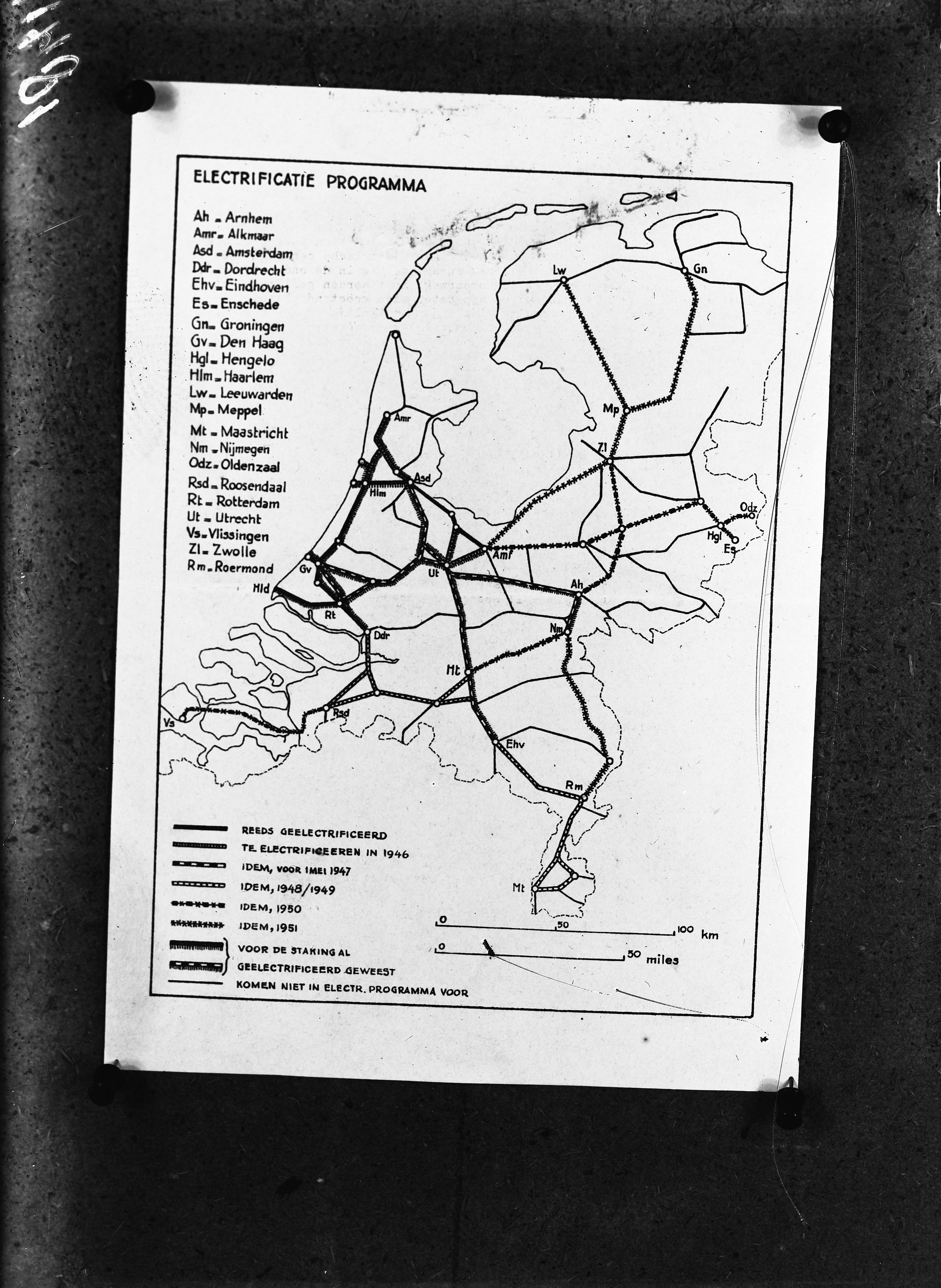
Kaart uit 1946 met de planning van het elektrificatieprogramma. De afgebeelde lijnen zijn tot 1957 geëlektrificeerd; de lijn Nijmegen – Venlo – Roermond is niet geëlektrificeerd.

- 3 augustus 1946 – Utrecht CS – Amersfoort (herstel van oorlogsschade)
- 3 juni 1947 – Utrecht CS – 's-Hertogenbosch – Eindhoven (herstel van oorlogsschade)
- 25 juli 1948 – Arnhem – Nijmegen (herstel van oorlogsschade)
- 25 juli 1948 – Den Dolder – Baarn
- 29 september 1948 – Amsterdam CS – Utrecht (herstel van oorlogsschade)
- 14 mei 1949 – Eindhoven – Maastricht, Sittard – Heerlen, Heerlen – Maastricht
- 15 januari 1950 – Dordrecht – Breda – Tilburg – Boxtel
- 14 mei 1950 – Lage Zwaluwe – Roosendaal
- 14 mei 1950 – Ringspoorbaan: Duivendrecht – Watergraafsmeer
- 6 oktober 1950 – Woerden – Leiden
- 3 januari 1951 – Amersfoort – Apeldoorn
- 20 mei 1951 – Apeldoorn – Hengelo – Enschede, Hengelo – Oldenzaal
- 20 mei 1951 – Kippenlijn: Barneveld – Ede-Wageningen
- 7 januari 1952 – Amersfoort – Zwolle
- 10 mei 1952 – Zwolle – Meppel, Meppel – Leeuwarden, Meppel – Groningen
- 1952 – Rangeerterrein Watergraafsmeer
- 5 januari 1953 - IJssellijn: Arnhem - Zutphen
- 17 mei 1953 – IJssellijn: Zutphen – Zwolle
- 17 mei 1953 – Nieuwerkerk – Rotterdam CS
- 3 juni 1956 – Eindhoven – Venlo
- 3 juni 1956 – Gouda – Alphen aan den Rijn
- 18 april 1957 – Zeeuwse Lijn: Roosendaal – Vlissingen
- 2 juni 1957 – Roosendaal – Breda
- 14 augustus 1957 – Brabantse Lijn: Tilburg – 's-Hertogenbosch
- 29 september 1957 – Brabantse Lijn: 's-Hertogenbosch – Nijmegen
- 29 september 1957 – Roosendaal – Essen Grens (deels met 3 kV)
- 1 juni 1958 – Alkmaar – Den Helder

### Uitbreiding van elektrificatie
- 22 mei 1966 – Arnhem – Zevenaar – Emmerik
- 26 mei 1968 – Venlo – Kaldenkirchen (met 15 kV AC)
- 26 mei 1974 – Zaandam – Hoorn – Enkhuizen en Heerhugowaard – Hoorn
- 30 mei 1976 – Oldenzaal – Bad Bentheim
- 28 mei 1978 – Oostelijke Betuwelijn: Geldermalsen – Tiel
- 31 mei 1981 – Veenendaallijn: aansluiting de Haar – Veenendaal – Rhenen
- 29 september 1985 – Maastricht – Eijsden Grens (deels met 3 kV)
- 1 juni 1986 – Heerlen – Kerkrade
- 31 mei 1987 – Emmerlijn: Zwolle – Emmen
- 31 mei 1992 – Westelijke Betuwelijn: Geldermalsen – Dordrecht
- 18 juni 2007 – Betuweroute: Kijfhoek – Zevenaar (met 25 kV AC)
- 2008-2009 – Havenspoorlijn Rotterdam (met 25 kV AC)
- 29 september 2008 – Nieuwe Sloelijn: Lewedorp – Vlissingen Sloehaven
- 13 december 2009 – Hogesnelheidslijn Schiphol - Antwerpen (hoofdzakelijk met 25 kV AC)
- 25 juli 2016 – Zevenaar – Emmerik (verbouwing van 1500V naar 25 kV AC)
- 10 december 2017 – Kamperlijntje: Zwolle – Kampen
- 10 december 2017 – Zwolle – Wierden
- 9 december 2018 – Landgraaf – Herzogenrath (deels met 15 kV AC)

### Geplande elektrificatie
- 2027 – Maaslijn en Zuidelijke Maaslijn: Nijmegen – Venlo – Roermond
- 2028 – Mariënberg – Almelo
- tussen 2030 en 2032 – Zutphen – Hengelo en Enschede – Gronau

## Overzicht

### Enkelsporige geëlektrificeerde baanvakken
- 25 juli 1948 – Den Dolder – Baarn
- 8 oktober 1950 – Woerden – Leiden
- 14 mei 1950 – Duivendrecht – Watergraafsmeer (dubbelspoor in 1993)
- 20 mei 1951 – Barneveld Noord – Ede-Wageningen
- 17 mei 1953 – Deventer – Olst
- 3 juni 1956 – Gouda – Alphen aan den Rijn
- 1 juni 1958 – Heerhugowaard – Schagen – Den Helder (Heerhugowaard – Schagen sinds 1996 dubbelspoor)
- 26 mei 1974 – Heerhugowaard – Hoorn
- 26 mei 1974 – Zaandam – Hoorn – Enkhuizen (Zaandam – Hoorn – Hoorn Kersenboogerd in fasen dubbelsporig sinds 1982-1993)
- 28 mei 1978 - Wadenoijen - Tiel
- 31 mei 1981 – Amsterdam Zuid – Amsterdam RAI (dubbelspoor op 23 mei 1993)
- 31 mei 1981 – Veenendaal Centrum – Rhenen
- 31 mei 1987 – Dalfsen – Mariënberg
- 31 mei 1987 – Gramsbergen – Emmen
- 31 mei 1992 – Geldermalsen – Dordrecht
- 10 december 2017 – Zwolle – Kampen
- 10 december 2017 – Zwolle – Wierden
- 9 december 2018 – Landgraaf – Herzogenrath

### Geëlektrificeerde goederen en dienstspoorlijnen
- 14 mei 1950 - Verbindingsbaan Duivendrecht - Watergraafsmeer (sinds 1993 alleen verbindingsbogen Duivendrecht)
- 1976 – Aftakking tussen Hoogeveen en Beilen naar VAM
- 1981 – Verbindingsbaan Amsterdam Sloterdijk – Hemweg
- 7 november 2005 - Nootdorpboog
- 16 juni 2007 – Betuweroute (Kijfhoek – Zevenaar)
- 2008-2009 – Havenspoorlijn Rotterdam
- 29 september 2008 – Nieuwe Sloelijn (Lewedorp – Vlissingen Sloehaven)

### Bij aanleg geëlektrificeerde spoorlijnen
- 1 oktober 1908 – Hofpleinlijn: Rotterdam Hofplein – Den Haag HS
- 1 mei 1909 – Den Haag Loolaan – Scheveningen Kurhaus
- 17 mei 1953 – Nieuwerkerk – Rotterdam Noord
- 29 september 1957 – Velsertunnel: Santpoort Noord – Beverwijk
- 22 mei 1977 – Zoetermeer Stadslijn: Leidschendam-Voorburg – Meerzicht
- 22 mei 1977 – Zoetermeer Stadslijn: Palenstein – Centrum West
- 28 mei 1978 – Zoetermeer Stadslijn: Seghwaert – Palenstein
- 21 december 1978 – Schiphollijn (1): Amsterdam Zuid – Schiphol
- 27 mei 1979 – Zoetermeer Stadslijn: Seghwaert – Meerzicht
- 31 mei 1981– Schiphollijn (2): Amsterdam Zuid – Amsterdam RAI, Schiphol – Hoofddorp – Leiden
- 29 mei 1983 – Hemtunnel: Zaandam – Amsterdam Sloterdijk
- 2 juni 1985 – Oude lijn: Amsterdam – Haarlem, verlegging tracé langs nieuwe station Amsterdam Sloterdijk
- 1 juni 1986 – Westtak Ringspoorbaan: Amsterdam Centraal – Sloterdijk – Schiphol
- 31 mei 1987 – Flevolijn (1): Weesp – Almere
- 29 mei 1988 – Flevolijn (2): Almere – Lelystad
- 23 mei 1993 – Zuidtak Ringspoorbaan: Amsterdam RAI – Duivendrecht – Weesp
- 15 september 1993 – Spoortunnel Rotterdam: Rotterdam Centraal – Rotterdam Zuid
- 14 december 2003 – Hemboog: Amsterdam Lelylaan – Zaandam
- 14 december 2003 – Gooiboog: Naarden-Bussum – Almere Muziekwijk
- 12 maart 2006 – Utrechtboog: Amsterdam Bijlmer – Amsterdam RAI
- 18 juni 2007 – Betuweroute: Kijfhoek – Zevenaar (met 25 kV AC)
- 13 december 2009 – Hogesnelheidslijn Schiphol - Antwerpen (hoofdzakelijk met 25 kV AC)
- 9 december 2012 – Hanzelijn: Lelystad – Zwolle

### Buiten dienst gestelde baanvakken
- 15 oktober 1939 – Station Amsterdam Weesperpoort – aansluiting Spoorwegwerken Oost
- 4 oktober 1953 – Den Haag Loolaan – Scheveningen
- 4 oktober 1953 – Nieuwerkerk – Rotterdam Maas (na aanleg van Nieuwerkerk – Rotterdam Noord)
- 28 september 1957 – Velserbrug: Velsen-IJmuiden Oost – Beverwijk (na aanleg van Velsertunnel)
- 27 mei 1983 – Hembrug: Hemweg – Zaandam (na aanleg van Hemtunnel, aan Amsterdamse zijde nog gedeeltelijk in gebruik als havenspoorlijn)
- 1983 – bovenleiding en tweede spoor Santpoort Noord – Velsen-IJmuiden Oost – IJmuiden
- 1 juni 1985 – Oude lijn: nabij Station Sloterdijk Zuid na verlegging via het nieuwe station (op een deel van het verlaten tracé kwam een trambaan.)
- 24 september 1993 – Spoorviaduct Rotterdam: Rotterdam Centraal – Rotterdam Zuid (na aanleg van Willemsspoortunnel)
- 3 juni 2006 – Rotterdam Hofplein – Rotterdam Kleiweg (vervangen door Randstadrail; op 17 augustus 2010 gesloten)
- 1 april 2017 – Hoekse Lijn: Schiedam – Hoek van Holland (30 september 2019 vervangen door Rotterdamse metro)

### Baanvakken met afwijkende spanning
Lijnen geëlektrificeerd met 25 kV AC:
- Havenspoorlijn
- Betuweroute
- HSL-Zuid

Lijnen geëlektrificeerd met Belgische (3000 V DC) of Duitse (15 kV AC) spanning:
- Roosendaal (spanningssluis) – Roosendaal Grens (3000 V DC)
- Gronsveld (spanningssluis) – Eijsden Grens (3000 V DC)
- Haanrade (spanningssluis) – Haanrade Grens (15 kV AC)
- Venlo – Venlo Grens (15 kV AC)

## Baanvakken die niet geëlektrificeerd zijn
Op deze baanvakken hebben de sporen geen bovenleiding. Op de kaart zijn deze lijnen met rood aangegeven.
- Groningen – Delfzijl
- Sauwerd – Roodeschool / Eemshaven
- Leeuwarden – Stavoren
- Harlingen Haven – Leeuwarden – Groningen – Nieuweschans Grens
- Zuidbroek – Veendam
- Mariënberg – Almelo (elektrificatie voorzien in 2028)
- Enschede – Glanerbrug Grens (elektrificatie voorzien rond 2030-2032)
- Zutphen – Hengelo (elektrificatie voorzien rond 2030-2032)
- Apeldoorn – Zutphen – Winterswijk
- Zevenaar – Winterswijk
- Elst – Tiel
- Maaslijn en Zuidelijke Maaslijn: Nijmegen – Venlo – Roermond (elektrificatie voorzien in 2027)
- Lage Zwaluwe – Moerdijk (alleen goederenvervoer)
- Langstraatspoorlijn: Lage Zwaluwe – Oosterhout (alleen goederenvervoer)
- Terneuzen – Sas van Gent Grens (alleen goederenvervoer)

## Onderzoek partiële bovenleiding
In opdracht van de provincies Gelderland, Groningen en Friesland is onderzoek gedaan naar partiële bovenleiding. "Bij het concept 'partiële bovenleiding' wordt slechts een deel van het baanvak van bovenleiding voorzien. De bovenleiding wordt alleen bij de stations en de naaste omgeving van het station aangelegd. Het versnellen van de trein, waarbij de meeste energie gevraagd wordt, gebeurt onder de draad. Bij het rijden met constante snelheid ontvangt de trein elektrische energie uit accu's aan boord van de trein. Tijdens het remmen wordt de remenergie teruggeleverd en/of opgeslagen in de accu's. Indien nodig worden de accu's op het station weer verder opgeladen".